# Бад Либенверда
Бад Либенверда (њем. Bad Liebenwerda) град је у њемачкој савезној држави Бранденбург. Једно је од 33 општинска средишта округа Елбе-Елстер. Према процјени из 2010. у граду је живјело 10.236 становника. Посједује регионалну шифру (AGS) 12062024.

## Географски и демографски подаци
Бад Либенверда се налази у савезној држави Бранденбург у округу Елбе-Елстер. Град се налази на надморској висини од 86 метара. Површина општине износи 138,4 km². У самом граду је, према процјени из 2010. године, живјело 10.236 становника. Просјечна густина становништва износи 74 становника/km².

## Међународна сарадња
| Мјесто | Држава | Врста сарадње | Од    |
| ------ | ------ | ------------- | ----- |
|        | Пољска | партнерство   | 2004. |
| Извор  |        |               |       |